# God Eat God
God Eat God ist eine 2012 gegründete Gothic-Metal- und Funeral-Doom-Band.

## Geschichte
Der in London lebende Rumäne Daniel „Klepsy“ Neagoe, der mit Gruppen wie Eye of Solitude, Mourners, Deos und Clouds Bekanntheit erlangte, gründete God Eat God als Neben- und Studioprojekt gemeinsam mit dem in Sankt Petersburg lebenden russischen Musiker Anton Rosa von Dominia. Dieser zog die damaligen Dominia-Mitglieder Dmitry Rishko und Pavel Lokhnin hinzu, derweil Neagoe den in Belgien lebenden Bulgaren Olmo „Déhà“ Lipani von Deos, SLOW, Sorta Magora und Imber Luminis in die Band als Musiker und Tontechniker holte. Als Kernfiguren von God Eat God brachten sich Neagoes und Rosa ein, die sich das Schreiben der Texte sowie das Songwriting weitestgehend vorbehielten. Die Öffentlichkeitsarbeit behielt sich Rosa vor.
Die Gruppe veröffentlichte nach einem Demo im Jahr 2012, 2016 ein Debütalbum das über GS Productions verlegt wurden. Abandonment wurde trotz der Beteiligten Musiker kaum international angenommen. Nachkommend veröffentlichte die Band vereinzelte Stücke als Musikdownload und beteiligte sich an einem My Dying Bride gewidmeten Tribut-Album.

## Stil
Initiale Idee der Gruppe war von Beginn an die Band als Hommage an My Dying Bride, inklusive des Geigenspiels von Martin Powell, mit Elementen des Funeral Doom zu gestalten. Die Musik der Veröffentlichungen ordnete sich anhaltend dieser Idee unter wurde jedoch dennoch als Funeral Doom klassifiziert.

## Diskografie
- 2012: Demo 2012 (Demo, Selbstverlag)
- 2016: Abandonment (Album, GS Productions)
- 2018: In Grief (Download-Single, Selbstverlag)
- 2019: The Wreckage of My Flesh (Download-Single, Selbstverlag)